# Kjell-Ove Widman
Henry Kjell-Ove Widman (alternativt Kjell-Owe), född 26 mars 1940 i Björkvik i Södermanlands län, är en svensk matematiker. Han var åren 1972–1981 professor vid Linköpings universitet.

## Biografi
Widman studerade vid Uppsala universitet där han 1962 blev filosofie kandidat, 1963 filosofie licentiat och 1966 filosofie doktor på en avhandling om lösning av partiella differentialekvationer. Han var därefter 1966–1972 docent och 1972–1981 professor i tillämpad matematik vid Linköpings universitet. Från 1995 var han föreståndare för Institut Mittag-Leffler inom Kungliga Vetenskapsakademien. Widmans vetenskapliga publicering har (2020) enligt Google Scholar ett h-index på 13.

### Verksamhet i Crypto AG
Åren 1980–1994 var Widman forskningschef eller vetenskaplig ledare (chief scientist) vid firman Crypto AG i Schweiz, tillverkare av krypteringsapparater som exporterades till ett stort antal länder. Det har senare avslöjats att dessa krypteringsapparater, via ett hemligt samarbete som företaget hade med amerikanska och västtyska säkerhetstjänster, var riggade så att amerikanerna lätt kunde dekryptera meddelandena. Widman skulle rentav ha rekryterats just för sin lojalitet mot USA och för att förhindra ovetande medarbetare i företaget att bli alltför nyfikna i sina efterforskningar rörande produkternas planterade brister.
Bland annat besökte Widman Buenos Aires och framförde att deras befintliga kryptering var osäker men att utrustningen CAG500 från Crypto AG var "oknäckbar". Denna utrustning användes sedan av Argentina vilket möjliggjorde för USA att delge dekrypterad information från Argentina till Storbritannien under Falklandskriget.